# Sekce 9
Sekce 9 (v anglickém originále Level 9) je americký akční televizní seriál, jehož autory jsou Michael Connelly a Josh Meyer. Premiérově byl vysílán v letech 2000–2001 na stanici UPN. Celkově bylo natočeno 13 dílů, ještě během první řady ale byl z důvodu nízké sledovanosti zrušen.

## Příběh
Sekce 9 (v originále Level 9) je přísně tajná vládní agentura sídlící ve Washingtonu, jejímž úkolem řešit kybernetické zločiny, případně jim zabraňovat. Velí jí bývalá agentka FBI Annie Priceová, součástí týmu jsou jak další vládní agenti a geekové, tak i bývalí hackeři a kybernetičtí zločinci.

## Obsazení
- Fabrizio Filippo jako Roland Travis
- Kate Hodge jako Annie Priceová
- Michael Joseph Kelly jako Wilbert „Tibbs“ Thibodeaux
- Romany Malco jako Jerry Hooten
- Kim Murphy jako Margaret „Sosh“ Perkinsová
- Susie Park jako Joss Nakanová
- Esteban Powell jako Jargon
- Max Martini jako Jack Wiley

## Vysílání
| Řada | Díly | Premiéra v USA | Premiéra v USA | Premiéra v ČR   | Premiéra v ČR     |
| Řada | Díly | První díl      | Poslední díl   | První díl       | Poslední díl      |
| ---- | ---- | -------------- | -------------- | --------------- | ----------------- |
| 1    | 13   | 27. října 2000 | 26. ledna 2001 | 24. června 2003 | 22. července 2003 |